# Woodsia lapponica
Woodsia lapponica là một loài dương xỉ trong họ Woodsiaceae. Loài này được Angstr.in Hartm. mô tả khoa học đầu tiên năm 1864.
Danh pháp khoa học của loài này chưa được làm sáng tỏ. 